# آزوخ
آزوخ (به ارمنی: Ազոխ) یک منطقهٔ مسکونی در جمهوری آرتساخ است که در استان هادروت واقع شده‌است. آزوخ  ۷۹۵ نفر جمعیت دارد و ۶۸۶ متر بالاتر از سطح دریا واقع شده‌است.